# Hongik Ingan
Hong-ik Ingan (tiếng Hàn: 홍익인간; Hanja: 弘益人間) là khẩu hiệu quốc gia chính thức của Hàn Quốc, có ý nghĩa là "Hoằng Ích Nhân Gian - Cống hiến cho hạnh phúc của nhân loại". Khẩu hiệu này được cho là có từ thời Cổ Triều Tiên và được kế tục bởi Phù Dư, Cao Câu Ly cùng nhiều vương triều khác trên bán đảo cho đến tận ngày nay.